# Glanzraupenfänger

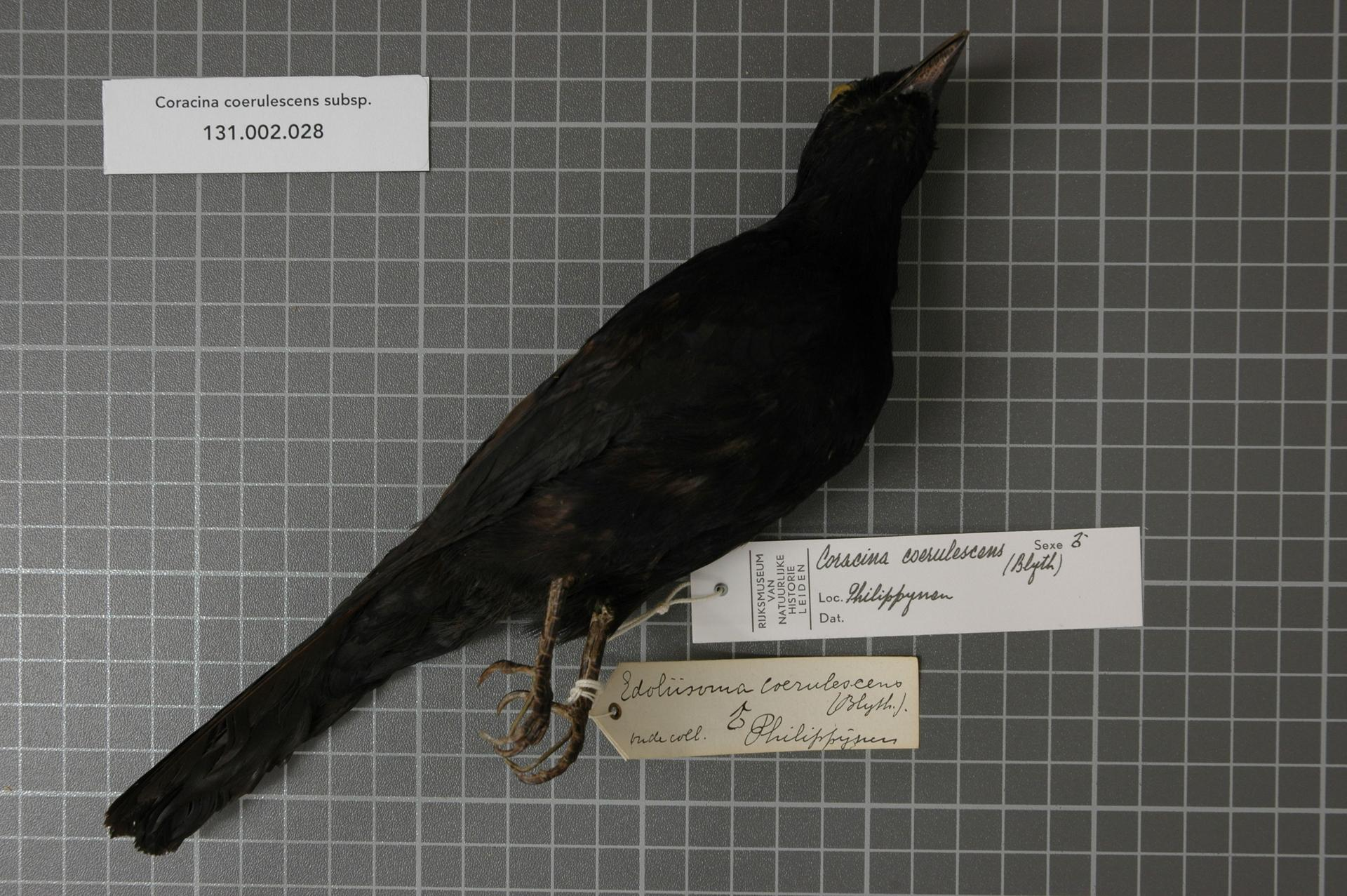
Balg des Glanzraupenfängers im Museum Naturalis

Der Glanzraupenfänger (Edolisoma coerulescens, Synonym: Ceblepyris coerulescens, Coracina coerulescens) ist eine Vogelart aus der Familie der Raupenfänger. Er kommt auf den Philippinen vor.

## Merkmale
Der Glanzraupenfänger erreicht eine Körperlänge von 25 bis 26 cm. Das Männchen der Nominatform ist bis auf den schiefergrauen Bürzel vollständig purpurschwarz. Die Iris ist dunkelbraun. Schnabel und Beine sind schwarz. Das Weibchen ist vollständig dunkel aschgrau, am Bürzel heller. Juvenile und immature Vögel sind unbeschrieben. Die Unterart Edolisoma coerulescens deschauenseei ist etwas weniger violett als die Nominatform.

## Unterarten und ihre Verbreitung
- Die Nominatform Edolisoma coerulescens coerulescens kommt auf den Inseln Luzon und Catanduanes vor.
- Die Unterart Edolisoma coerulescens deschauenseei ist ein Endemit von der Insel Marinduque. Sie ist nur vom Holotypus aus dem Jahr 1971 bekannt.
- Die Unterart Edolisoma coerulescens alterum gilt als ausgestorben und kam auf der Insel Cebu vor.

## Lebensraum
Der Glanzraupenfänger bewohnt Wälder und Sekundärbewuchs, gewöhnlich in Höhenlagen unterhalb 1000 m.

## Lebensweise
Die Nahrungszusammensetzung ist nicht studiert, besteht aber hauptsächlich aus Insekten. Der Glanzraupenfänger kommt in kleinen Gruppen in den Baumkronen und im oberen Unterholz vor. Manchmal schließt er sich anderen Vogelschwärmen bei der Nahrungssuche an. Über sein Fortpflanzungsverhalten ist nichts bekannt.

## Lautäußerungen
Seine Stimme umfasst ein lautes, raues einzelnes peeeeeuuuu, manchmal gefolgt von einer schnellen Serie rauer, fast zwitschernder peeuu-tip-tip-peeuu-tip-tip-Töne, die bis zu 9 Sekunden dauern. Häufig rufen mehrere Individuen gemeinsam. Im Repertoire befindet sich auch ein harsches, wiederholtes Pfeifen aus tip-tip-tip-tip-Tönen.

## Status
Die Nominatform gilt als ungefährdet. Die Unterart Edolisoma coerulescens cebuensis wurde seit ihrer Entdeckung im Jahr 1906 nicht mehr zweifelsfrei nachgewiesen. In den 1990er Jahren und im Jahr 2000 soll es unbestätigte Sichtungen gegeben haben, heute gilt dieses Taxon jedoch als höchstwahrscheinlich ausgestorben. Edolisoma coerulescens deschauenseei wurde seit der Entdeckung im Jahr 1971 nicht mehr gesichtet.